# Morgan le Fay

Morgan le Fay, von Anthony Frederick Sandys, 1864.

Morgan le Fay, auch bekannt als Morgaine, Morgain (la Fée) oder Morgana und unter weiteren Namen, zum Beispiel im Mittelhochdeutschen: Feimorgan, Feimurgân oder Famurgan/Fâmurgân, ist eine wichtige weibliche Figur in der Mythologie um König Artus, der Artussage. Zeitweise ist sie sogar Antagonistin von Artus und Gegnerin von Guinevere. Sie ist Artus’ Halbschwester.